# Phystis pratti
Phystis pratti är en fjärilsart som beskrevs av Hall 1935. Phystis pratti ingår i släktet Phystis och familjen praktfjärilar. Inga underarter finns listade i Catalogue of Life.